# Куревіно
Куре́віно (рос. Куревино) — присілок у складі Нікольського району Вологодської області, Росія. Входить до складу Завразького сільського поселення.

## Населення
Населення — 25 осіб (2010; 43 у 2002).
Національний склад (станом на 2002 рік):
- росіяни — 100 %